# کریس ایکونومیدیس
کریس ایکونومیدیس (تولد ۴ می ۱۹۹۵) یک بازیکن فوتبال اهل استرالیا است.
او در تیم ملی فوتبال استرالیا بازی کرده‌است.
وی سابقه بازی در باشگاه فوتبال لاتزیو را دارد.